# Choeroniscus periosus
Choeroniscus periosus (Handley, 1966) è un pipistrello della famiglia dei Fillostomidi diffuso nell'America meridionale.

## Descrizione

### Dimensioni
Pipistrello di piccole dimensioni, con la lunghezza della testa e del corpo tra 62 e 70 mm, la lunghezza dell'avambraccio tra 40 e 41 mm, la lunghezza della coda tra 8 e 11 mm, la lunghezza del piede tra 7 e 11 mm, la lunghezza delle orecchie tra 13 e 17 mm e un peso fino a 14 g.

### Aspetto
Le parti dorsali sono bruno-nerastre con la base dei peli bruno-arancioni, mentre le parti ventrali sono leggermente più chiare. Il muso è lungo e con la foglia nasale lanceolata, ben sviluppata, con tre incavi su ogni bordo in prossimità della punta. Le orecchie sono corte e con l'estremità arrotondata. Il trago è spatolato, con un incavo alla base del bordo posteriore, mentre l'antitrago è ben sviluppato- Le membrane alari sono nerastre. La coda è corta ed inclusa completamente nell'ampio uropatagio, il quale ha il bordo libero a forma di U. Il calcar è più corto del piede e privo di carenatura.

## Biologia

### Alimentazione
Si nutre di nettare, polline e talvolta di insetti.

### Riproduzione
Una femmina che allattava è stata catturata nel mese di settembre.

## Distribuzione e habitat
Questa specie è diffusa nella Colombia occidentale e nell'Ecuador nord-occidentale.
Vive nelle foreste secondarie umide fino a 500 metri di altitudine..

## Conservazione
La IUCN Red List, considerato il declino della popolazione stimato del 30% nei prossimi 10 anni a causa della deforestazione, classifica C.periosus come specie vulnerabile (VU).